# Neope khasiana
Neope khasiana är en fjärilsart som beskrevs av Moore 1881. Neope khasiana ingår i släktet Neope och familjen praktfjärilar. Inga underarter finns listade i Catalogue of Life.